# 민그렐인

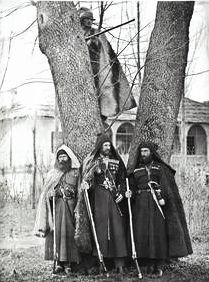
19세기 말 사람들의 모습

민그렐인 (민그렐人; 민그렐어: მარგალი, margali; 조지아어: მეგრელები: megrelebi)은 조지아의 소수 민족이다. 조지아의 사메그렐로(민그렐리아) 지방에서 대다수가 거주하며 압하지아 공화국과 츠빌리시에도 다수가 존재한다. 압하지아에서는 조지아와의 갈등 때문에 대개 20만 명 정도가 추방당한 것으로 알려져 있다. 1990년대 초에 발생한 이런 사건으로 압하지아 내에서 조지아의 모습을 지우려는 시도가 인종 청소로 자행됐다.
대부분의 사람들이 민그렐어를 말하며 조지아어도 함께 구사한다. 하지만 구전에서 많이 쓰기 때문에 문자로는 조지아 문자를 사용한다.

## 역사
민그렐인은 콜키스 족의 후손이며 후에 동부 조지아의 민족과 혼혈 혹은 많은 영향을 받았다. 귀족 문화와 체계는 조지아의 영향을 받아 문학, 문화 전반에 큰 영향으로 퍼지게 됐다. 조지아 제국에 15세기 편입되면서 자치 지방으로 존재했고 1800년대 러시아 제국에 합병되기 전까지 여러 분쟁을 겪으며 고유의 문화를 존속해갔다.
소비에트 연방이 추진한 통계자료에 따르면 민그렐인은 원래 고유 민족으로 구분짓다가 1930년대부터는 조지아인으로 함께 여겨졌다. 현재 민그렐인은 스스로를 조지아인으로 생각하고 있으며, 민그렐어 사용자 수는 계속 감소세이다.
라브렌티 베리야와 조지아 초대 대통령이었던 즈비아드 감사쿠르디아는 민그렐인 출신이었다. 1991년 군사 쿠데타 이후에는 즈비아드의 영향 때문인지 민그렐인의 거주지가 격전지가 됐고 결국 그의 지지세력이 패배했다.